# Vesoul
Vesoul é um município (commune) francês, situado no departamento de Alto Sona e na região de Borgonha-Franco-Condado. Seus habitantes se chamam, em francês, vésuliens. 
Era chamada de Castro Vesúlio (em latim: Castro Vesulium) durante o período romano.

## Geografia
Está situado junto a uma antiga via romana. Sua origem foi um lugar fortificado. Sua população é de 17.168 habitantes (1999) e sua densidade demográfica é de 1.892,83 hab./km². A sua área é 9,07 km². O seu código postal é 70000. Sua altitude é de 235 msnm (mín: 213, máx: 375)

## Demografia
| 1962   | 1968   | 1975   | 1982   | 1990   | 1999   |
| ------ | ------ | ------ | ------ | ------ | ------ |
| 13.678 | 16.352 | 18.173 | 18.412 | 17.614 | 17.168 |

| 1962   | 1968   | 1975   | 1982   | 1990   | 1999   |
| ------ | ------ | ------ | ------ | ------ | ------ |
| 19.509 | 22.853 | 26.793 | 28.446 | 28.735 | 28.810 |

## Administração e política
No referendo sobre a União Europeia ganhou o não com 56,50% dos votos.
Alguns resultados eleitorais recentes (primeiras votações do sistema francês):
| Extrema esquerda | Três listas de esquerda (socialistas, comunistas e outros) | Ecologistas | Duas listas de direita tradicional | Frente Nacional | Extrema direita | outras |
| ---------------- | ---------------------------------------------------------- | ----------- | ---------------------------------- | --------------- | --------------- | ------ |
| 4,4%             | 38,4%                                                      | 4,6%        | 36,8%                              | 13,4%           | 1,8%            | 0,3%   |

## Economia
Segundo o censo de 1999, a distribuição da população ativa por setores era:
| agricultura | indústria | construção | serviços |
| ----------- | --------- | ---------- | -------- |
| 0,6%        | 15,2%     | 3,9%       | 80,3%    |

A empresa que mais emprega no local é o grupo PSA Peugeot-Citroën.